# Liste der Kulturdenkmäler in Mölsheim
In der Liste der Kulturdenkmäler in Mölsheim sind alle Kulturdenkmäler der rheinland-pfälzischen Ortsgemeinde Mölsheim aufgeführt. Grundlage ist die Denkmalliste des Landes Rheinland-Pfalz (Stand: 25. März 2025).

## Einzeldenkmäler
| Bezeichnung                         | Lage                                       | Baujahr                     | Beschreibung | Bild            |
| ----------------------------------- | ------------------------------------------ | --------------------------- | --- | --------------- |
| Wasserbehälter                      | Brunnenstraße 8 Lage                       | 1908                        | Walmdachbau mit Rundturm, 1908 | BW              |
| Grabmal                             | Hauptstraße, auf dem Friedhof Lage         | 1894                        | Grabmal Adolf Würth († 1894), Eichenstumpf | BW              |
| Schulhaus                           | Hauptstraße 1 Lage                         | 1904                        | ehemalige Schule; Jugendstilbau mit Renaissancemotiven, 1903/04, Architekt Großherzoglicher Baurat Richard Limpert, Worms                                                               | BW              |
| Ölmühle                             | Hauptstraße 6 Lage                         | 1858                        | ehemalige Ölmühle; historisierender Bruchsteinbau, bezeichnet 1858; Wirtschaftsgebäude, 19. Jahrhundert                                                                                 | BW              |
| Weingut                             | Hauptstraße 16 Lage                        | Anfang des 20. Jahrhunderts | Weingut, Anfang des 20. Jahrhunderts; Neurenaissance-Villa, bezeichnet 1903, Wirtschaftsgebäude mit Treppengiebeln, Weinkeller bezeichnet 1812; Spolie bezeichnet 1708; ortsbildprägend | Fotos hochladen |
| Brunnen                             | Hauptstraße, bei Nr. 16 Lage               | 1889                        | Laufbrunnen, Gusseisen, bezeichnet 1889 | BW              |
| Rathaus                             | Hauptstraße 30 Lage                        | 1899                        | gründerzeitlicher Klinkerbau, 1899 | Fotos hochladen |
| Hofanlage                           | Hauptstraße 31 Lage                        | 18. Jahrhundert             | Hofanlage, im Kern barock; Wirtschaftsgebäude bezeichnet 1714 und 1771; Garten mit Pavillon, bezeichnet 1774                                                                            | BW              |
| Wappenstein                         | Hauptstraße, an Nr. 35/37 Lage             | um 1703                     | Wappenstein König Karls XII. von Schweden, um 1703 | BW              |
| Weingut                             | Hauptstraße 40 Lage                        | um 1910                     | Weingut; villenartiges Wohnhaus, Heimatstil, um 1910 | BW              |
| Katholische Pfarrkirche St. Ägidius | Hauptstraße 65 Lage                        | 1935                        | Saalbau, 1935 | Fotos hochladen |
| Hofanlage                           | Kalkofen 1 Lage                            | 1561                        | Hofanlage; eingeschossiges Wohnhaus, bezeichnet 1561, Scheune im Kern aus dem 16. Jahrhundert, Toranlage aus der Mitte des 19. Jahrhunderts                                             | BW              |
| Wohnhaus                            | Kalkofen 6 Lage                            | 1722                        | barockes Wohnhaus, teilweise Zierfachwerk, ehemals bezeichnet 1722 | BW              |
| Evangelische Pfarrkirche            | Kirchgasse 7 Lage                          | 1703–05                     | Saalbau, 1703–05, 1944 Brand, 1949 Wiederaufbau; außen: Epitaph, 18. Jahrhundert | Fotos hochladen |
| Weinbergshaus                       | westlich des Ortes; Flur Auf der Hohl Lage | 1920er Jahre                | Weinbergshaus, neubarocker Mansarddachbau, 1920er Jahre | Fotos hochladen |
| Weinbergshaus                       | westlich des Ortes; Flur An der Heide Lage | 1884                        | Weinbergshaus, Rundturm, 1884 | BW              |

## Ehemalige Kulturdenkmäler
| Bezeichnung | Lage                       | Baujahr         | Beschreibung                                                                  | Bild |
| ----------- | -------------------------- | --------------- | ----------------------------------------------------------------------------- | ---- |
| Wohnhaus    | Wachenheimer Straße 3 Lage | 18. Jahrhundert | eingeschossiges barockes Wohnhaus, 18. Jahrhundert; aus Denkmalliste gelöscht | BW   |